# جايسون تشن (ممثل)
جايسون تشن (بالإنجليزية: Jason Chan Chi-san)‏ هو ممثل بريطاني، ولد في 12 ديسمبر 1977 بلندن في المملكة المتحدة.

## وصلات خارجية
- جايسون تشن على موقع IMDb (الإنجليزية)
- جايسون تشن على موقع قاعدة بيانات الفيلم (الإنجليزية)